# 科马基奥
科马基奥（義大利語：Comacchio），是意大利费拉拉省的一个市镇。总面积283平方公里，人口23084人，人口密度81.6人/平方公里（2009年）。ISTAT代码为038006。